# 희나피아
희나피아(HINAPIA)는 대한민국의 5인조 걸 그룹으로, 2019년 11월 3일 데뷔했다. 그룹명은 ‘데뷔를 시작으로 대중들에게 다양한 매력으로 희망을 전하겠다’는 포부를 담은 이름이다. 프리스틴이 해체된 이후 프리스틴의 일부 멤버들이 소속사를 이적해서 재결성했다. 희나피아 멤버들 중 프리스틴 소속이 아니었던 멤버는 막내인 바다 뿐이다.

## 활동

### 2019년
2019년 10월 30일 쇼 챔피언에서 선공개로 무대를 가졌고, 11월 3일 디지털 싱글 앨범 《New Start》를 발매하고, 11월 4일 데뷔 쇼케이스를 가졌다. 2019년 12월 4일 쇼 챔피언 무대를 마지막으로 앨범 활동을 마무리 지었다

### 2020년
2020년 3월 중 컴백 예정이라고 밝혔으나 코로나19로 인해 무기한 연기 되었다.
2020년 6월 2일을 마지막으로 희나피아 공식 SNS 계정의 소식이 모두 끊겼다. 멤버들의 개인 SNS로 멤버들의 근황과 소식은 찾아볼 수 있는 상황이었다.
2020년 8월 21일 희나피아는 결국 코로나19로 해체 했다.

## 이전 구성원
| 이름 | 소개 |
| ---- | --- |
| 민경 | - 본명 : 김민경 (金珉炅) - 생년월일 : 1997년 7월 29일(27세) - 출생지 : 대한민국 강원도 춘천시 - 학력 : 동덕여자대학교 방송연예과 (재학) - 포지션 : 리더, 리드보컬 - 활동기간 : 2019년 11월 3일 ~ 2020년 8월 21일     |
| 경원 | - 본명 : 강경원 (姜京元) - 생년월일 : 1997년 11월 5일(27세) - 출생지 : 대한민국 광주광역시 - 학력 : 동덕여자대학교 방송연예과 (재학) - 포지션 : 서브보컬 - 활동기간 : 2019년 11월 3일 ~ 2020년 8월 21일              |
| 은우 | - 본명 : 정은우 (鄭銀雨) - 생년월일 : 1998년 7월 1일(26세) - 출생지 : 대한민국 경기도 부천시 - 학력 : 서울공연예술고등학교 실용음악과 (졸업) - 포지션 : 메인보컬 - 활동기간 : 2019년 11월 3일 ~ 2020년 8월 21일      |
| 예빈 | - 본명 : 강예빈 (姜예빈) - 생년월일 : 1998년 10월 19일(26세) - 출생지 : 대한민국 경기도 고양시 일산구 - 학력 : 서울공연예술고등학교 실용음악과 (졸업) - 포지션 : 래퍼 - 활동기간 : 2019년 11월 3일 ~ 2020년 8월 21일 |
| 바다 | - 본명 : 김바다 - 생년월일 : 2002년 5월 28일(22세) - 출생지 : 대한민국 - 학력 : 부평서여자중학교 (중퇴) - 포지션 : 댄서 - 활동기간 : 2019년 11월 3일 ~ 2020년 8월 21일                                               |

## 음반 목록

### 디지털 싱글
| 앨범 번호 | 앨범 정보                             | 트랙 리스트 |
| --------- | ------------------------------------- | ----------- |
| 1         | 《New Start》 발매일: 2019년 11월 3일 | 1. DRIP     |